# Finsko na Zimních olympijských hrách 1998
Finsko na Zimních olympijských hrách 1998 v Naganu reprezentovalo 86 sportovců, z toho 52 mužů a 34 žen. Nejmladším účastníkem byla Emma Laaksonen (16 let, 54 dní), nejstarší pak Harri Kirvesniemi (39 let, 285 dní) . Reprezentanti vybojovali 12 medailí, z toho 2 zlaté, 4 stříbrné a 6 bronzových.

## Medailisté
| Medaile | Jméno | Sport                | Disciplína                              |
| ------- | --- | -------------------- | --------------------------------------- |
| Zlato   | Mika Myllylä | Běh na lyžích        | Muži - 30 km klasicky                   |
| Zlato   | Jani Soininen | Skoky na lyžích      | Střední můstek (K90)                    |
| Stříbro | Janne Lahtela | Akrobatické lyžování | Muži - jízda v boulích                  |
| Stříbro | Samppa Lajunen | Severská kombinace   | Střední můstek + 15 km                  |
| Stříbro | Samppa Lajunen Hannu Manninen Jari Mantila Tapio Nurmela | Severská kombinace   | Družstvo mužů - střední můstek + 4x5 km |
| Stříbro | Jani Soininen | Skoky na lyžích      | Velký můstek (K120)                     |
| Bronz   | Ville Räikkönen | Biatlon              | Muži - 10 km sprint                     |
| Bronz   | Mika Myllylä | Běh na lyžích        | Muži - 10 km klasicky                   |
| Bronz   | Jari Isometsä Harri Kirvesniemi Mika Myllylä Sami Repo | Běh na lyžích        | Muži - štafeta 4 x 10 km                |
| Bronz   | Sami Mustonen | Akrobatické lyžování | Muži - jízda v boulích                  |
| Bronz   | Aki Berg Tuomas Grönman Raimo Helminen Sami Kapanen Saku Koivu Jari Kurri Janne Laukkanen Jere Lehtinen Juha Lind Jyrki Lumme Jarmo Myllys Mika Nieminen Janne Niinimaa Teppo Numminen Ville Peltonen Kimmo Rintanen Teemu Selänne Ari Sulander Jukka Tammi Esa Tikkanen Kimmo Timonen Antti Törmänen Juha Ylönen | Lední hokej          | Družstvo mužů                           |
| Bronz   | Sari Fisk Kirsi Hänninen Satu Huotari Marianne Ihalainen Johanna Ikonen Sari Krooks Emma Laaksonen Sanna Lankosaari Katja Lehto Marika Lehtimäki Marja-Helena Pälvilä Tuula Puputti Karoliina Rantamäki Katja Riipi Päivi Salo Marja Selin Liisa-Maria Sneck Petra Vaarakallio Riikka Nieminen Tiia Reima         | Lední hokej          | Družstvo žen                            |